# باشگاه فوتبال آتلانتا یونایتد
باشگاه فوتبال آتلانتا یونایتد (انگلیسی: Atlanta United FC) یک تیم فوتبال در شهر آتلانتا، ایالت جورجیا، آمریکا است که در لیگ فوتبال آمریکا (ام‌اس‌ال) بازی می‌کند. این تیم از فصل ۲۰۱۷ لیگ برتر فوتبال ایالات متحده آمریکا شروع به کار کرد.